# Jacek Dehnel
Jacek Maria Dehnel (ur. 1 maja 1980 w Gdańsku) – polski pisarz, tłumacz i malarz. Autor książek poetyckich, powieści i opowiadań.

## Życiorys
Jego matką jest Anna Karpińska-Dehnel, malarka, ojcem zaś Jacek Dehnel, inżynier. Absolwent V LO im Stefana Żeromskiego w Gdańsku Oliwie oraz Międzywydziałowych Indywidualnych Studiów Humanistycznych na Uniwersytecie Warszawskim. Stypendysta Krajowego Funduszu na rzecz Dzieci. Laureat licznych konkursów poetyckich. Publikował m.in. w „Studium”, „Toposie”, „Tytule”, „Kwartalniku Artystycznym”, „Zeszytach Poetyckich”, „Akcencie” oraz „Przeglądzie Powszechnym”. Tłumaczył m.in. wiersze Philipa Larkina i Osipa Mandelsztama.
Jako prozaik zadebiutował zbiorem opowiadań „Kolekcja”, nagrodzonym w 1998 w Konkursie Literackim Miasta Gdańska im. Bolesława Faca. W 2004 zadebiutował jako poeta tomem wierszy „Żywoty równoległe”, za który otrzymał Nagrodę Fundacji im. Kościelskich. Jego powieść Lala z 2006 przyniosła mu znaczną popularność oraz nominację w 2007 do Nagrody Angelus i w 2009 do Europejskiej Nagrody Literackiej. Powieść Matka Makryna z 2014 trafiła do finału nagrody Nike.
Od 2015, wspólnie z mężem Piotrem Tarczyńskim, tworzy cykl powieści kryminalnych osadzonych w realiach Krakowa z przełomu 19. i 20. wieku. Powieści są publikowane pod wspólnym pseudonimem „Maryla Szymiczkowa”.
Od września 2006 do lipca 2009, wraz z muzykiem Tymonem Tymańskim i dziennikarzem Maciejem Chmielem, prowadził w TVP1 program kulturalny ŁOSssKOT. Był członkiem Rady Programowej Galerii Zachęta i felietonistą portalu Wirtualna Polska (dział: Książki). Współpracuje z tygodnikiem „Polityka” (dział: Kawiarnia literacka), jest jednym z założycieli i prezesem Stowarzyszenia Unia Literacka.
11 sierpnia 2023 roku ogłosił swój start w wyborach parlamentarnych. Kandydował z ostatniego miejsca na liście Nowej Lewicy do Sejmu w okręgu warszawskim; zdobył 5980 głosów i nie uzyskał mandatu.

## Nagrody
Za debiutancki tom poetycki Żywoty równoległe otrzymał w 2005 Nagrodę Fundacji im. Kościelskich oraz wyróżnienie w Ogólnopolskim Konkursie Literackim „Złoty Środek Poezji”.
W 2007 został laureatem Paszportu Polityki za rok 2006 w kategorii literatura.
W listopadzie 2008 otrzymał od Rady Języka Polskiego tytuł Honorowego Ambasadora Polszczyzny, w maju 2011 tytuł Młodego Ambasadora Polszczyzny.
W 2009 został laureatem nagrody „Śląski Wawrzyn Literacki” (za rok 2008) za cykl minipowieści Balzakiana. W marcu tego samego roku przyznano mu Nagrodę Miasta Gdańska w Dziedzinie Kultury „Splendor Gedanensis”, za wydanie zbioru nowel Balzakiana, a także przekłady wierszy Philipa Larkina opublikowane w tomie Zebrane.
Trzykrotnie nominowany do Nagrody Angelus – w 2007 za Lalę, w 2012 za Saturna, w 2015 za Matkę Makrynę.
Pięciokrotnie nominowany do Nagrody Literackiej Nike – w 2009 za Balzakiana, w 2010 za Ekran kontrolny (finał nagrody), w 2012 za Saturna, w 2015 za Matkę Makrynę (finał nagrody), a w 2017 za Krivoklata.
W 2014 nominowany do Nagrody Poetyckiej im. Wisławy Szymborskiej za Języki obce.
W 2015 odznaczony Brązowym Medalem „Zasłużony Kulturze Gloria Artis”.
W październiku 2015 został laureatem nagrody Krakowska Książka Miesiąca (wspólnie z Piotrem Tarczyńskim) za książkę Tajemnica Domu Helclów.
W 2019 angielski przekład Lali (tł. Antonia Lloyd Jones) był nominowany do EBRD Literature Prize (nagrody literackiej Europejskiego Banku Odbudowy i Rozwoju), a wybór wierszy Aperture (tł. Karen Kovacik) znalazł się w finale i otrzymał wyróżnienie w PEN Award for Poetry in Translation (nagroda amerykańskiego PEN Clubu za przekłady poezji).
W 2020 otrzymał Złote Wyróżnienie w Nagrodzie Literackiej im. Jerzego Żuławskiego za powieść Ale z naszymi umarłymi. W 2023 nominowany do Nagrody Poetyckiej im. K. I. Gałczyńskiego – Orfeusz za tom Bruma.

## Życie prywatne
Mieszkał w Warszawie na Powiślu, od marca 2020 w Berlinie. Jest otwarcie zdeklarowanym gejem. Jego wieloletnim partnerem jest tłumacz i pisarz Piotr Tarczyński. W listopadzie 2018 para zawarła związek małżeński w Londynie.
W 2019 Dehnel dokonał apostazji.

## Twórczość literacka

### Poezja
- Żywoty równoległe, Kraków, Zielona Sowa 2004[38]
- Wyprawa na południe, Tychy, Teatr Mały (Tychy) 2005[39]
- Wiersze, Warszawa, Lampa i Iskra Boża 2006[40]
- Brzytwa okamgnienia, Wrocław, Biuro Literackie 2007[41]
- Ekran kontrolny, Wrocław, Biuro Literackie 2009[42]
- Rubryki strat i zysków, Wrocław, Biuro Literackie 2011[43]
- Języki obce, Wrocław, Biuro Literackie 2013[44]
- Seria w ciemność (wybór z wcześniejszych tomów), Wrocław, Biuro Literackie 2016[45]
- Serce Chopina (poemat), Wrocław, Biuro Literackie 2018[46]
- Najdziwniejsze, Wrocław, Biuro Literackie 2019[47]
- Bruma, Kraków, Wydawnictwo a5 2022[48]

### Proza
- Kolekcja Gdańsk, Marpress 1999[49]
- Lala, W.A.B. 2006
- Rynek w Smyrnie, W.A.B. 2007[50]
- Balzakiana, W.A.B. 2008[51]
- Fotoplastikon, W.A.B. 2009[52]
- Saturn. Czarne obrazy z życia mężczyzn z rodziny Goya, W.A.B. 2011[53]
- Kosmografia, czyli trzydzieści apokryfów tułaczych, książka napisana na wystawę „Świat Ptolemeusza. Włoska kartografia renesansowa w zbiorach Biblioteki Narodowej”, 2012[54]
- Młodszy księgowy. O książkach, czytaniu i pisaniu, W.A.B. 2013[55]
- Matka Makryna, W.A.B 2014[56]
- Tajemnica domu Helclów, Znak Literanova 2015; jako „Maryla Szymiczkowa”[57] (razem z Piotrem Tarczyńskim)
- Dziennik Roku Chrystusowego, W.A.B. 2015[58]
- Nowy Tajny Detektyw, NCK i Fundacja Picture Doc 2015[59] (wybór materiałów archiwalnych wspólnie z Barbarą Klicką)
- Proteusz, czyli o przemianach. Spacerownik po historii Muzeum Narodowego w Warszawie, Muzeum Narodowe w Warszawie, Serenissima 2015[60]
- Krivoklat, Znak 2016[61]
- Rozdarta zasłona, Znak literanova 2016, jako „Maryla Szymiczkowa” (razem z Piotrem Tarczyńskim)[62]
- Dysharmonia, czyli pięćdziesiąt apokryfów muzycznych, Narodowe Forum Muzyki, 2018[63] (ilustracje Jakub Woynarowski)
- Seans w Domu Egipskim, Znak literanova 2018, jako „Maryla Szymiczkowa”[64] (razem z Piotrem Tarczyńskim)
- Ćwiartka papieru, projekt literacki O_KAZ. Literatura o Kazimierzu, 2018[65]
- Ale z naszymi umarłymi, Wydawnictwo Literackie 2019[66]

- Złoty róg, Znak literanova 2020, jako „Maryla Szymiczkowa” (razem z Piotrem Tarczyńskim)[67]
- Śmierć na Wenecji, Znak literanova 2023, jako „Maryla Szymiczkowa” (razem z Piotrem Tarczyńskim)
- Łabędzie, t. 1 i t. 2, Wydawnictwo Literackie, Kraków 2023, ISBN 978-83-08-08190-7.
- Tajna Warszawa. Historie zbrodni, kradzieży i oszustw w międzywojennej stolicy opisane w tygodniku „Tajny Detektyw”, Wydawnictwo Agora, Warszawa 2024.

### Przekłady
- Philip Larkin, Zebrane, Wrocław, Biuro Literackie 2008[68]
- Kārlis Vērdiņš, Niosłem ci kanapeczkę, Wrocław, Biuro Literackie 2009[69][70]
- Edmund White, Hotel de Dream, Wrocław, Biuro Literackie 2012 (z Piotrem Tarczyńskim)[71]
- Chajim Nachman Bialik, Pieśni, Kraków, Austeria 2012 (z Marzeną Zawanowską)
- Francis Scott Fitzgerald, Wielki Gatsby, Kraków, Znak 2013
- Henry James, Dokręcanie śruby, Warszawa, W.A.B. 2015 (w przekładzie Witolda Pospieszały z 1959 roku powieść ta ukazała się pod tytułem W kleszczach lęku)[72][73]
- Philip Larkin, Zimowe królestwo, Biuro Literackie, 2017
- Jerzy Pietrkiewicz, Zdobycz i wierność, W.A.B. 2018
- Oscar Wilde, Dusza człowieka w socjalizmie, Karakter, 2019[74]
- Wilhelm Müller, Podróż zimowa (cykl 24 wierszy w: Ian Bostridge, Podróż zimowa Schuberta: anatomia obsesji, przeł. Szymon Żuchowski, PWM, 2019)
- Monica James, Lawrence Liang, Danish Sheik, Amy Trautwein, Inny (również współautor jako Tłumacz), Niewidzialne biblioteki, Wydawnictwo Literackie 2022[75]
- Philip Larkin, Śnieg w kwietniową niedzielę. 44 wiersze, Biuro Literackie, 2022[76]
- J. M. Coetzee, Żywoty zwierząt, Wydawnictwo Znak 2022[77]
- Charles Dickens, Opowieść wigilijna, czyli kolęda prozą, Wydawnictwo Literackie 2022[78]
- William Faulkner, Gdy leżę konając, Znak Literanova 2023[79]
- Muriel Spark, Jazda, Znak Literanova 2025

### Inne
- Six Polish Poets (jako poeta i jako redaktor), Londyn, Arc Publications 2009[80]
- Free over Blood (Zeszyty Poetyckie/OFF Press, Londyn, 2011, pod redakcją D. Junga i M. Orlińskiego)[81]
- Il vetro è sottile: poeti polacchi contemporanei tradotti da poeti (jako poeta i jako redaktor z Matteo Campagnolim), Bellinzona, Casagrande 2012[82]
- Wielkie, pobrudzone, zachwycone zwierzę (jako autor wyboru wierszy J. Iwaszkiewicza i posłowia), Wrocław, Biuro Literackie 2013[83]
- Szyby są cienkie: szwajcarskie wiersze włoskojęzyczne w tłumaczeniach polskich poetów (red. Matteo Campagnoli, Jacek Dehnel, Justyna Hanna Orzeł) Wrocław, Biuro Literackie 2015 ISBN 978-83-65125-01-9[84]
- Ćwiartka Szymborskiej, czyli lektury nadobowiązkowe (jako autor wyboru tekstów Wisławy Szymborskiej i wstępu), Kraków, Wydawnictwo Znak, 2021[85].
- Jest współtwórcą scenariusza filmu Twój Vincent (Loving Vincent) 2017[86]

## Przekłady na języki obce
Język angielski
- Saturn, tłum. Antonia Lloyd-Jones, Dedalus Books, 2013
- Lala, tłum. Antonia Lloyd-Jones, Oneworld, 2018
- Aperture, tłum. Karen Kovacik, Zephyr Press, 2018

Język chorwacki
- Lala, tłum. Adrian Cvitanović, Fraktura, 2010

Język czeski
- Lala, tłum. Michael Alexa, Větrné mlýny, 2015

Język francuski
- Saturne, tłum. Marie Furman Bouvard, Les Éditions Noir sur Blanc, 2014
- Krivoklat, tłum. Marie Furman Bouvard, Les Éditions Noir sur Blanc, 2018

Język hebrajski
- Lala, tłum. Boris Gerus, Keter, 2009

Język hiszpański
- El Jardín de Lala (Lala), tłum. Jerzy Sławomirski i Anna Rubió, Duomo Ediciones S.L., 2012

Język holenderski
- Saturnus (Saturn), tłum. Esselien’t Hart, Baarn: Uitgeverij Marmer, 2012

Język litewski
- Lialė (Lala), tłum. Birutė Jonuškaitė, Vilnius: Kronta, 2010

Język niemiecki
- Lala, tłum. Renate Schmidgall, Reinbek bei Hamburg 2008[87]
- Saturn. Schwarze Bilder der Familie Goya. tłum. Renate Schmidgall, München 2013[88]

Język rosyjski
- Ljalja (Lala), tłum. Jurij Czajnikow, Moskwa: Bertelsman Media, 2015
- Saturn, tłum. Olga Łobodzińska, Moskwa: Tekst 2015

Język słowacki
- Babuľa (Lala), tłum. Karol Chmel, Bratysława: Kalligram, 2009
- Saturn, tłum. Karol Chmel, Bratysława: Kalligram, 2013.

Język słoweński
- Pupa (Lala), tłum. Jana Unuk, Lubljana: EHO, 2012

Język turecki
- Lala, tłum. Seda Köycü, Stambuł: Apollon, 2011

Język ukraiński
- Saturn, tłum. Andrij Bondar, Kijów: Komora, 2015
- Lala, tłum. Bożena Antoniak, Lwów: Urbino, 2016
- Maminka Makrina, tłum. Andrij Bondar, Kijów: Komora, 2017
- Kriwoklat, tłum. Andrij Bondar, Kijów: Komora, 2018

Język węgierski
- Lala, tłum. Gáspár Keresztes, Bratysława: Kalligram, 2010
- Szaturnusz (Saturn), tłum. Márk Pályi, Bratysława: Kalligram, 2014

Język włoski
- Sotto il segno dell’acero (Lala), tłum. Raffaella Belletti, Milano: Salani, 2009
- Il quadro nero (Saturn), tłum. Raffaella Belletti, Milano: Salani Editore, 2013